# Phanaeus meleagris
Phanaeus meleagris är en skalbaggsart som beskrevs av Blanchard 1846. Phanaeus meleagris ingår i släktet Phanaeus och familjen bladhorningar. Utöver nominatformen finns också underarten P. m. minos.